# Laurens Halfmann
Laurens Halfmann (* 19. März 1999 in Düsseldorf) ist ein deutscher Hockey-Nationalspieler.
Halfmann spielt für den Verein Hockeyclub Oranje-Rood in der Hoofdklasse (Hockey).
2016 war er mit der deutschen U18-Nationalmannschaft Europameister in Cork Irland. Er wurde außerdem mehrfach Deutscher Meister mit der Jugend des HTC Uhlenhorst Mülheim.
Halfmann hat in 47 Länderspielen 17 Tore erzielt.
2018 und 2019 wurde er Deutscher Feldhockey-Meister mit der ersten Mannschaft des HTC Uhlenhorst Mülheim.
Laurens Halfmann besuchte das Städtische Mataré-Gymnasium Meerbusch.